# Maiquetía
Maiquetía – miasto w Wenezueli, w którym się znajduje główne lotnisko (Aeropuerto Internacional Simón Bolívar) tego kraju (obsługuje ruch lotniczy stolicy, Caracas).
Sąsiaduje z miejscowościami La Guaira oraz Catia La Mar.